# Piotr Nadolski
Gerard Piotr Nadolski (ur. 1941 w Gdyni) – polski trębacz, pianista, akordeonista, multiinstrumentalista.

## Życiorys
Studiował w Państwowej Wyższej Szkole Muzycznej w Gdańsku. W 1967 roku grał w zespole Akwarele Czesława Niemena. W 1968 roku zdobył nagrodę indywidualną na festiwalu Jazz nad Odrą we Wrocławiu. Kojarzony jest przede wszystkim z formacją Rama 111 (od 1971), lecz współpracował również z zespołami: Trio i Swingtet Edwarda Rykaczewskiego, Albatros, Flamingo, North Coast Combo Jazz Players, Orkiestrą Rafała Kidonia, Big Bandem Jana Tomaszewskiego, Detko Bandem Jerzego Detko, Big Bandem Wszystkich Mórz i grupą Mietek Blues Band, a także z solistami, tj.: Leszek Dranicki i Alicja Kubica. W 2019 roku na festiwalu Sopot Molo Jazz Festival wystąpił z pierwszym własnym zespołem pod nazwą GPN Septet. Brał też udział w projekcie Przyjaciele grają Hajduna (2009).